# یورولیگ

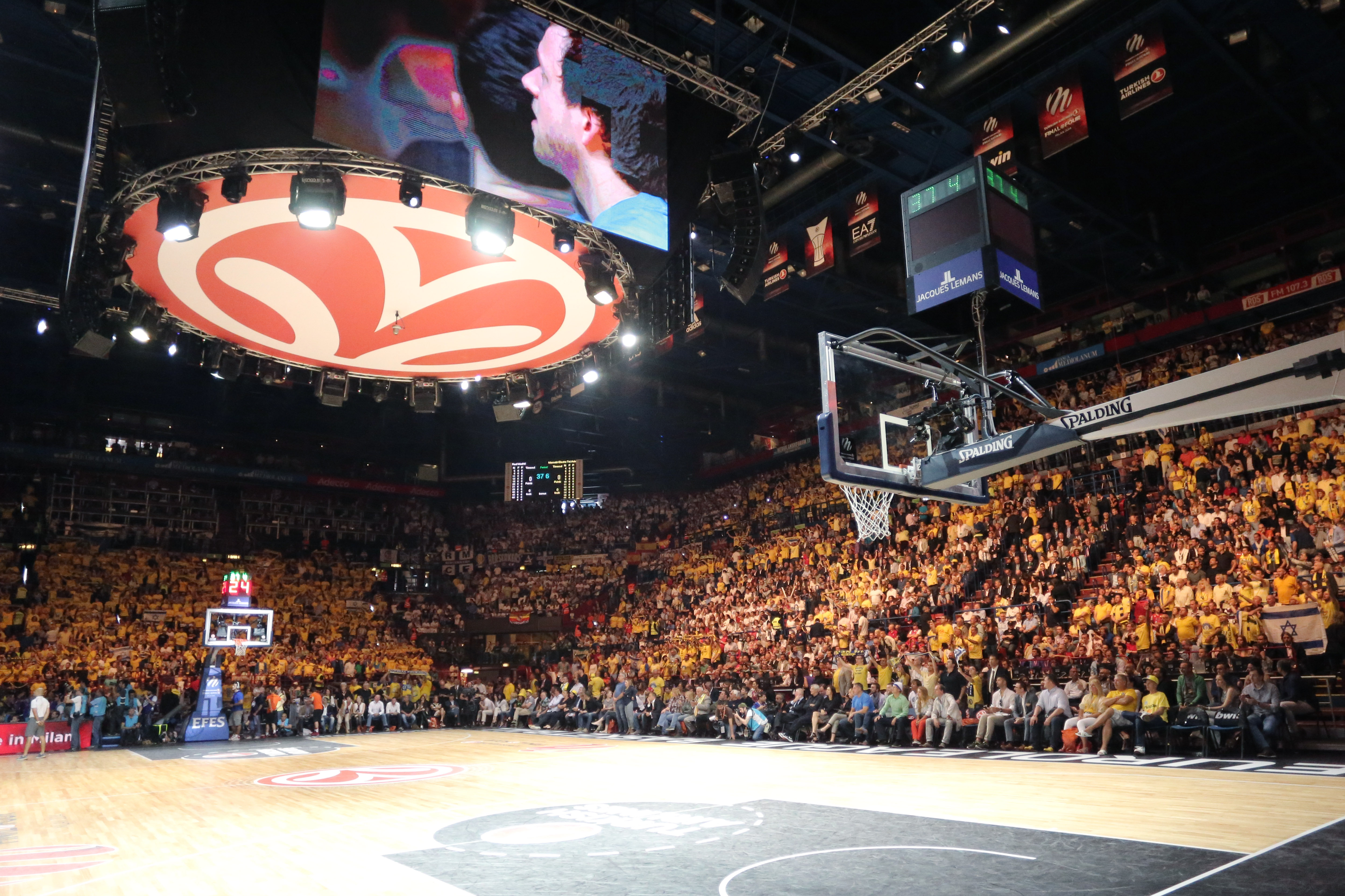
هواداران مکابی در فروم دی آساگو در فینال یورولیگ 2014

یورولیگ (به انگلیسی: Euroleague) بالاترین سطح مسابقات و از مهم‌ترین رقابت‌های بین باشگاه‌های حرفه‌ای بسکتبال در قاره اروپا است اعضای این تیم‌ها بالای ۱۸ سال سن داشته و هم‌چنین این تیم‌ها عضو فیبا اروپا نیز می‌باشند. بعد از ان‌بی‌ای، یورولیگ از مهم‌ترین و معتبرترین لیگ، در مسابقات بین‌المللی بسکتبال در جهان محسوب می‌شود.  این رقابت پرافتخار ترین تیمش با یازده قهرمانی رئال مادرید و قهرمان فعلی است.

## Men Medals (1958-2023)
| رتبه            | کشور               | طلا | نقره | برنز | مجموع |
| --------------- | ------------------ | --- | ---- | ---- | ----- |
| ۱               | اسپانیا            | ۱۴  | ۱۸   | ۱۳   | ۴۵    |
| ۲               | ایتالیا            | ۱۳  | ۱۳   | ۱۵   | ۴۱    |
| ۳               | یونان              | ۹   | ۸    | ۸    | ۲۵    |
| ۴               | اتحاد جماهیر شوروی | ۸   | ۶    | ۴    | ۱۸    |
| ۵               | یوگسلاوی           | ۷   | ۱    | ۱۱   | ۱۹    |
| ۶               | اسرائیل            | ۶   | ۹    | ۴    | ۱۹    |
| ۷               | روسیه              | ۴   | ۳    | ۷    | ۱۴    |
| ۸               | ترکیه              | ۳   | ۳    | ۲    | ۸     |
| ۹               | چکسلواکی           | ۱   | ۳    | ۶    | ۱۰    |
| ۱۰              | لیتوانی            | ۱   | ۰    | ۱    | ۲     |
| ۱۱              | بلغارستان          | ۰   | ۲    | ۰    | ۲     |
| ۱۲              | فرانسه             | ۰   | ۰    | ۷    | ۷     |
| ۱۳              | لهستان             | ۰   | ۰    | ۲    | ۲     |
| ۱۴              | اسلوونی            | ۰   | ۰    | ۱    | ۱     |
| ۱۴              | بلژیک              | ۰   | ۰    | ۱    | ۱     |
| ۱۴              | رومانی             | ۰   | ۰    | ۱    | ۱     |
| ۱۴              | مجارستان           | ۰   | ۰    | ۱    | ۱     |
| ۱۴              | هلند               | ۰   | ۰    | ۱    | ۱     |
| مجموع (۱۸ کشور) | مجموع (۱۸ کشور)    | ۶۶  | ۶۶   | ۸۵   | ۲۱۷   |

- Semifinal losers considered as bronze. 19 editions have not third place match.

## Women Medals (1958-2024)
| رتبه            | کشور               | طلا | نقره | برنز | مجموع |
| --------------- | ------------------ | --- | ---- | ---- | ----- |
| ۱               | اتحاد جماهیر شوروی | ۱۸  | ۶    | ۵    | ۲۹    |
| ۲               | روسیه              | ۱۲  | ۵    | ۱۱   | ۲۸    |
| ۳               | ایتالیا            | ۱۱  | ۵    | ۱۳   | ۲۹    |
| ۴               | فرانسه             | ۵   | ۹    | ۵    | ۱۹    |
| ۵               | اسپانیا            | ۴   | ۸    | ۱    | ۱۳    |
| ۶               | ترکیه              | ۳   | ۵    | ۳    | ۱۱    |
| ۷               | بلغارستان          | ۳   | ۴    | ۱۴   | ۲۱    |
| ۸               | چک                 | ۲   | ۲    | ۴    | ۸     |
| ۹               | یوگسلاوی           | ۲   | ۱    | ۹    | ۱۲    |
| ۱۰              | Slovak Republic    | ۲   | ۰    | ۲    | ۴     |
| ۱۱              | چکسلواکی           | ۱   | ۹    | ۸    | ۱۸    |
| ۱۲              | آلمان              | ۱   | ۳    | ۲    | ۶     |
| ۱۳              | مجارستان           | ۱   | ۲    | ۵    | ۸     |
| ۱۴              | لهستان             | ۰   | ۳    | ۷    | ۱۰    |
| ۱۵              | سی‌آی‌اس             | ۰   | ۱    | ۰    | ۱     |
| ۱۵              | آلمان شرقی         | ۰   | ۱    | ۰    | ۱     |
| ۱۵              | سوئد               | ۰   | ۱    | ۰    | ۱     |
| ۱۸              | رومانی             | ۰   | ۰    | ۲    | ۲     |
| ۱۹              | هلند               | ۰   | ۰    | ۱    | ۱     |
| ۱۹              | یونان              | ۰   | ۰    | ۱    | ۱     |
| ۱۹              | لیتوانی            | ۰   | ۰    | ۱    | ۱     |
| مجموع (۲۱ کشور) | مجموع (۲۱ کشور)    | ۶۵  | ۶۵   | ۹۴   | ۲۲۴   |

- Semifinal losers from 1958–1987 considered as bronze.